# تیلتد میل انترتینمنت
تیلتد میل اینترتینمنت (به انگلیسی: Tilted Mill Entertainment) یک شرکت توسعه دهنده بازی‌های رایانه‌ای است که در شهر فرامینگهام در ایالت ماساچوست واقع شده‌است.این شرکت در سال ۲۰۰۱ و توسط طراح و مدیر اجرایی سابق شرکت ایمپرشن گیمز ،کریس بیترایس، مدیر بازرگانی ،پیتر هافنرفر، و طراح ،جف فیسک، راه‌اندازی شد.
این کمپانی از حدود ۲۰ کارمند در بخش‌های مختلف برنامه‌نویسی، طراحی، ایده‌پردازی و کار اجرایی بهره می‌گیرد.در سال ۲۰۰۷ کمپانی EA برای توسعه بازی سیم‌سیتی سوسایتیز از این تیم کمک گرفت که البته با انتقادهایی از سوی منتقدان مواجه شد.آن‌ها عقیده داشتند سیم‌سیتی سوسایتیز از ساختار سیم‌سیتی‌های پیشین پیروی نکرده است.(EA تا پیش از نسخه پنجم سیم‌سیتی با کمپانی ماکسیس همکاری می‌کرد.)
تیلتد میل در سال ۲۰۰۸ از بازی مستقل خود در سبک نقش‌آفرینی با نام Hinterland پرده‌برداری کرد.

## بازی‌شناسی
فهرست بازی‌هایی که توسط تیلتدمیل ساخته یا توسعه داده شده را در جدول زیر اشاره شده:
| عنوان بازی                            | سال انتشار | عنوان تیلتد میل |
| ------------------------------------- | ---------- | --------------- |
| Immortal Cities: Children of the Nile | ۲۰۰۴       | توسعه‌دهنده      |
| Children of the Nile: Alexandria      | ۲۰۰۸       | توسعه‌دهنده      |
| Caesar IV                             | ۲۰۰۸       | توسعه‌دهنده      |
| سیم‌سیتی سوسایتیز                      | ۲۰۰۷       | توسعه‌دهنده      |
| سیم‌سیتی سوسایتیز:مقصد                 | ۲۰۰۸       | توسعه‌دهنده      |
| Hinterland                            | ۲۰۰۸       | سازنده          |
| Hinterland: Orc Lords                 | ۲۰۰۹       | سازنده          |
| Mosby's Confederacy                   | ۲۰۰۸       | سازنده          |
| Nile Online                           | ۲۰۰۹       | توسعه دهنده     |